# Футбольная ассоциация Лесото
Футбо́льная ассоциа́ция Лесо́то (англ. Lesotho Football Association, LEFA) — организация, осуществляющая контроль и управление футболом в Лесото. Она была основана в 1932 году в городе Масеру, а в ФИФА и в CAF вступила в 1964 году. Она организует национальную футбольную лигу и сборную.

## История
Несмотря на то, что Футбольная ассоциация Лесото была создана в 1932 году, она не вступала в Международную федерацию футбольных ассоциаций (ФИФА), всемирный руководящий орган футбольных ассоциаций, до 1964 года. В 1963 году LEFA стала членом Африканской конфедерации футбола (КАФ). КАФ является контролирующим органом Африканской футбольной ассоциации, и членство в ней необходимо для участия в квалификации на Кубок африканских наций или в самом турнире. LEFA также входит в Совет футбольных ассоциаций Юга Африки (COSAFA), который действует как объединение футбольных ассоциаций стран Юга Африки. Лесото присоединилось к COSAFA в 1997 году, когда была образована COSAFA. COSAFA организует Кубок COSAFA — соревнование, в котором Лесото дважды занимало второе место.
LEFA руководит национальной футбольной командой Лесото, чей первый международный матч завершился победой Малави со счетом 2:1 в 1970 году. Сборная Лесото никогда не проходила квалификацию на Кубок африканских наций или чемпионат мира, но участвовала в нескольких кубках COSAFA, первый из которых состоялся в 1999 году. В 2000 году национальная сборная вышла в финал Кубка COSAFA, но проиграла Зимбабве со счетом 6:0. LEFA также помогает руководить женской национальной сборной Лесото по футболу. Свой первый международный матч они сыграли в 1998 году и с тех пор дважды участвовали в чемпионате COSAFA среди женщин. В Лесото Премьер-лига Лесото является высшей национальной футбольной лигой. Победитель лиги получает право участвовать в Лиге чемпионов КАФ. С октября 2016 года президентом LEFA является Салман Фафане. В феврале 2022 года Футбольная ассоциация Лесото назначила новым тренером Веселина Елушича, бывшего тренера сборной Анголы и Ботсваны.